# Hansa-Haus (Hannover)

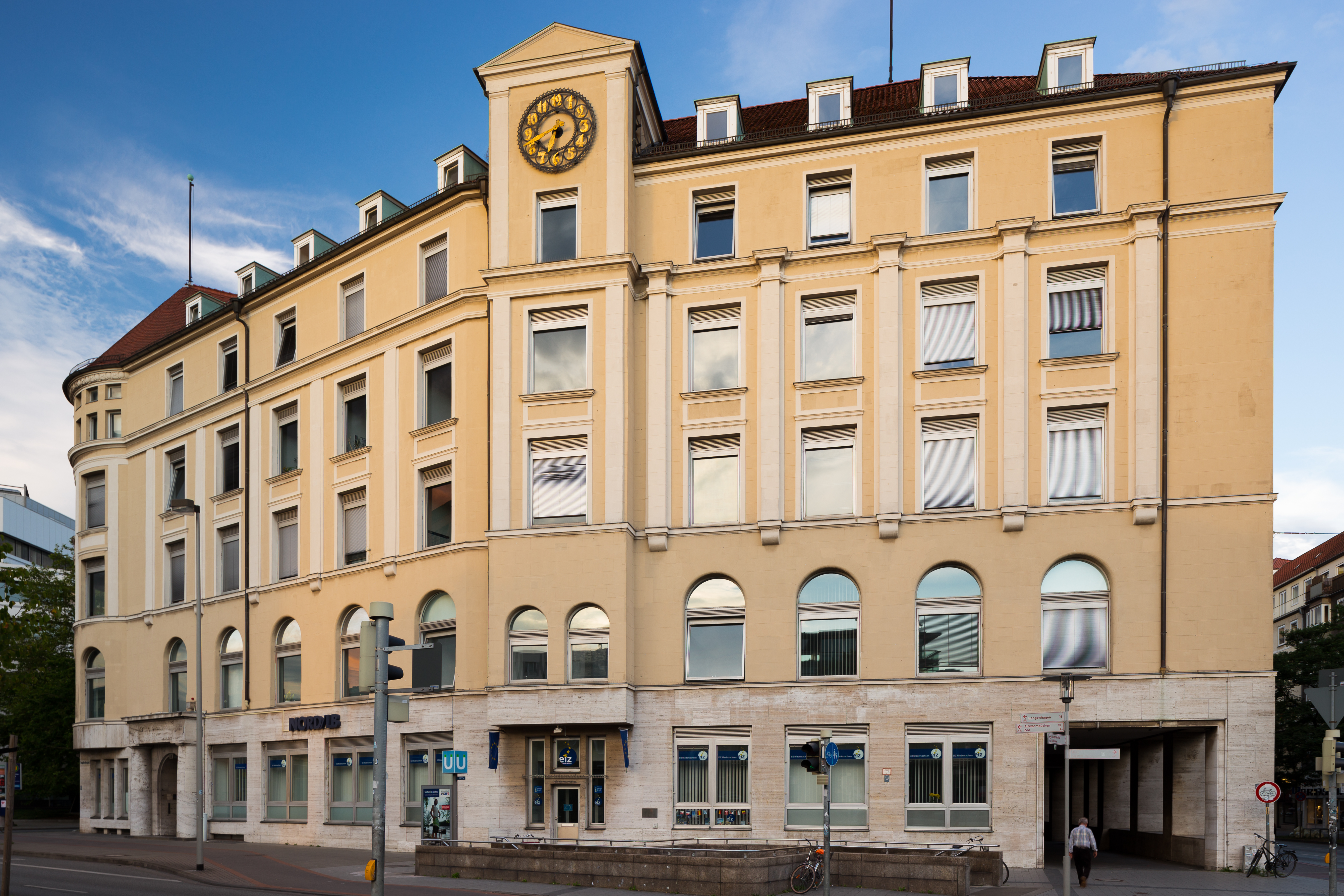
Das Hansa-Haus am Aegidientorplatz Ecke Schiffgraben mit Arkaden entlang der Marienstraße

Das Hansa-Haus in Hannover ist ein Anfang des 20. Jahrhunderts durch die Berliner Baufirma Boswau & Knauer errichtetes, heute denkmalgeschütztes Büro- und Geschäftsgebäude. Standort des von der Norddeutschen Landesbank und dem Europäischen Informations-Zentrum (EIZ) Niedersachsen, Niedersächsische Staatskanzlei genutzten Baudenkmales ist der Aegidientorplatz 4 an der Ecke Schiffgraben und Marienstraße im hannoverschen Stadtteil Mitte.

## Geschichte und Beschreibung
Das Gebäude wurde zur Zeit des Deutschen Kaiserreichs in den Jahren von 1905 bis 1906 durch Boswau & Knauer ursprünglich im Stil des Neobarock errichtet. Im Erdgeschoss war ein Café eingerichtet, das ab 1907 beispielsweise regelmäßig für die Herbstversammlung des Wissenschaftlichen Predigervereins Hannover genutzt wurde.
1920 kaufte die Vorgängerin der heutigen Norddeutschen Landesbank das Gebäude, wurde von 1920 bis 1922 das Erdgeschoss mit Nebenräumen für die „Girobank-Zentrale“ zur Schalterhalle durch die Brüder Karl Siebrecht und Albert Siebrecht umgestaltet. Dabei wurde der Innenraum nach Art einer dreischiffigen Basilika mit eindrucksvollen expressionistischen Details durch den Bildhauer Ludwig Vierthaler ausgeschmückt. Während die flache Decke mit netzartigem Stuck überzogen wurde, sind die Wände und andere Innenteile mit abstrakten Reliefstrukturen versehen. Über der großen Tresortür wurde eine steinerne Plastik mit einer Götzendarstellung des Mammon angebracht.
Während der Luftangriffe auf Hannover im Zweiten Weltkrieg wurde das Gebäude teilweise beschädigt. In den Nachkriegsjahren baute man das – heutige – Baudenkmal stark vereinfacht wieder auf und erhöhte es um eine Etage.
1976 bauten die Architekten Langer & Friess die ehemalige Schalterhalle in ein Großraumbüro, das später wieder durch Zwischenwände unterteilt wurde. Allerdings ist eine Wiederherstellung der ehemaligen Raumaufteilung vorgesehen.